# Virungabjergene
Virungabjergene (også kendt som Mufumbiro) er en kæde af vulkaner i Østafrika, i området hvor Rwanda, Den Demokratiske Republik Congo (DRC) og Uganda mødes. Bjergkæden er en gren af Albertine Rift Mountains, som grænser op til vestsiden af den østafrikanske Rift. De ligger mellem Edwardsøen og Kivusøen. Navnet "Virunga" er en engelsk version af  ordet ibirunga på Kinyarwanda, som betyder "vulkaner".
Bjergkæden består af otte store vulkaner. På nær Mount Nyiragongo 3.462 moh. og Mount Nyamuragira 3.063 moh. begge i DRC, er de  i dvale. De seneste udbrud fandt sted i 2006, 2010 og maj 2021. Mount Karisimbi er med 4.507 moh. den højeste vulkan. Det ældste bjerg er Mount Sabyinyo, der er 3.634 moh.
Virungabjergene er hjemsted for den truede art bjerggorilla, der er opført på IUCNs rødliste, på grund af tab af levesteder, krybskytteri, sygdom og krig (Butynski et al. 2003). Karisoke Research Center, der blev grundlagt i 1967, af Dian Fossey for at observere gorillaer i deres oprindelige habitat, ligger mellem Mount Karisimbi og Mount Bisoke.

## Nationalparker
- Virunga nationalpark (verdensarv), Den Demokratiske Republik Congo
- Volcanoes nationalpark, Rwanda
- Mgahinga Gorilla nationalpark, Uganda

## I kulturen
- Michael Crichtons roman Congo foregår hovedsageligt i Virunga-regionen.
- Filmen Gorillas in the Mist og romanen af samme navn dokumenterer primatologen Dian Fosseys arbejde og død. Lejren, hvorfra hun opererede, Karisoke Research Center, eksisterer stadig i Virungabjergene.